# Nyctonema portentosum
Nyctonema portentosum is een rondwormensoort uit de familie van de Cyatholaimidae. De wetenschappelijke naam van de soort is voor het eerst geldig gepubliceerd door Bussau.